# Šimraki
Šimraki is een plaats in de gemeente Samobor in de Kroatische provincie Zagreb. De plaats telt 9 inwoners (2001).